# Добруджанська армія (Російська імперія)
Добруджанська армія (рос. Добруджанская армия) — одне з польових військових з'єднань Російської імператорської армії в Першій світовій війні в складі Румунського фронту.

## Історія
Штаб польової армії створено в серпні 1916 року. В основному армія складалася з щойно створеного 47-го армійського корпусу та була відряджена до Румунії для допомоги в захисті міста Добруджа від Болгарсько-Німецького наступу з півдня.
Своє завдання армія не виконала, оскільки Добруджу було втрачено внаслідок Другої битви за Кобадін.
Армію було розформовано в жовтні 1916 року та її рештки включено до складу Дунайської армії. 

## Структура
- 47-й армійський корпус
- окремі Румунські та Сербські дивізії

## Командування
- Зайончковський Андрій Медардович